# 格奥尔基·勒杜列斯库
格奥尔基·勒杜列斯库又名戈古·勒杜列斯库（羅馬尼亞語：Gheorghe Rădulescu、Gogu Rădulescu；1914年9月5日—1991年5月28日），经济学家，罗马尼亚共产党中央政治执行委员会委员，罗马尼亚部长会议副主席、国务委员会副主席。